# José Verdún
José Feliciano Verdún Duarte (14 de abril de 1992) es un futbolista Paraguayo. Juega como delantero en el Aurora de la Primera División de Bolivia.

## Trayectoria
El pato debutó profesionalmente con Sport Colombia, club con el que descendió de categoría en el 2010.
Luego de haber pasado por clubes de Segunda de Paraguay Fulgencio Yegros, 22 de Septiembre y 2 de Mayo. Para el año 2020 ficha por Guaireña FC de la Primera División de Paraguay, club donde sería goleador con 8 goles y lograría clasificar a la Copa Sudamericana 2021 en su primer año en la primera división paraguayo. En el 2021 volvería a clasificar a la Copa Sudamericana con Guaireña FC.
En el 2022 ficharía por Sol de América con el que jugó la Copa Sudamericana 2022.
Al siguiente año volvería a Guaireña FC, sin embargo, descendería de la categoría paraguaya.
En el 2024 ficha por Tacuary, club con descendería de categoría; sumando su tercer descenso en su carrera futbolística.
A inicios del 2025 el Pato Verdún ficharía por Universidad Técnica de Cajamarca para afrontar la Liga 1 2025.

## Clubes
| Club                             | País      | Año           |
| -------------------------------- | --------- | ------------- |
| Sport Colombia                   | Paraguay  | 2010          |
| Jorge Gibson Brown de Posadas    | Argentina | 2012-2013     |
| CA Sarmiento (R)                 | Argentina | 2013-2014     |
| Fulgencio Yegros                 | Paraguay  | 2015-2016     |
| Deportivo Capiatá                | Paraguay  | 2017          |
| 22 de Septiembre                 | Paraguay  | 2017          |
| 3 de Febrero                     | Paraguay  | 2018          |
| General Díaz                     | Paraguay  | 2018          |
| 2 de Mayo                        | Paraguay  | 2019          |
| Guaireña FC                      | Paraguay  | 2020-2021     |
| Sol de América                   | Paraguay  | 2022          |
| Mushuc Runa                      | Ecuador   | 2022          |
| Guaireña FC                      | Paraguay  | 2023          |
| Tacuary                          | Paraguay  | 2024          |
| Universidad Técnica de Cajamarca | Perú      | 2025          |
| Aurora                           | Bolivia   | 2025-presente |